# Štěpánova vila
Štěpánova vila je honosný rodinný dům v Brně v části Žabovřesky na severním svahu Kraví hory. Vilu navrhl brněnský architekt Valentin Hrdlička pro zemského sekretáře Jaroslava Štěpána a jeho ženu Marii v rámci dobového rozvoje České úřednické čtvrti. Objekt v duchu historizující moderny byl vybudován mezi lety 1912 a 1913. Ve vlastnictví potomků původních majitelů zůstal do roku 2007. V roce 1988 bylo jeho průčelí zapsáno na seznam nemovitých kulturních památek, po rozhodnutí soudu koncem roku 2020 však byla u „pozdě zapsaných“ památek ochrana zrušena.

## Historie

### Česká úřednická čtvrť v Žabovřeskách
Původně samostatná ves Žabovřesky v průběhu 19. století díky dynamickému růstu pohltila osadu Vinohrádky s osou podél novodobé Horovy ulice a dál se rozšiřovala směrem k Brnu. Do roku 1918 vyplnila celou délku veversko-brněnské cesty na žabovřeském katastru patrová rodinná a dělnická zástavba, místy již i městského charakteru, s odbočnými ulicemi. Západní svah Kraví hory, původně zemědělsky využívaný, byl koncem 19. století přeměněn v Císařský les (Kaiserwald), pozdější Wilsonův les. A od začátku 20. století se zde také začaly objevovat zárodky bohatých vilových čtvrtí: zcela nezávisle na rozvoji Žabovřesk vznikala na severozápadním svahu Kraví hory Česká úřednická čtvrť vybíhající od náměstí Míru k okraji Wilsonova lesa jako protiváha k nedaleké Německé úřednické čtvrti (Beamtenheim), která rostla od roku 1898 na východním svahu Žlutého kopce u křížení ulic Údolní a Úvoz.
Podobně jako v případě německé, také pro českou obytnou čtvrť bylo v roce 1908 založeno Úřední stavební družstvo. Zprvu však nenacházelo vhodné místo, až na jaře 1911 se mu podařilo zakoupit převážně od místních rolníků pozemky ke stavbě rodinných domů u Císařského lesa o celkové výměře 29 200 metrů čtverečních. Navíc získalo podporu žabovřeského představenstva včetně starosty Františka Bartáka, který měl pochopení pro emancipační snahy českého obyvatelstva v tehdy převážně německém Brně.
Členstvo družstva, pocházející z řad vyššího státního a zemského úřednictva, muselo při nákupu parcely předložit plány budoucího domu a konzultovat je s architektem Valentinem Hrdličkou, jejž družstvo najalo, aby dohlížel na celistvý vzhled čtvrti. K provedení plánů byli členům doporučeni kromě Hrdličky ještě architekt Antonín Papež a žabovřeští stavitelé Němeček a Hrdina.

### Autor návrhu
Architekt Valentin Hrdlička (1880–1961), rodák z valašského Chvalčova, se nejprve ve Valašském Meziříčí vyučil řezbářem a v letech 1900–1905 studoval u Jana Kotěry na pražské UMPRUM. Poté odešel do Brna, kde v letech 1907–1911 praktikoval u Dušana Jurkoviče. Kromě speciálního zájmu o dřevo dokázal inovativně pracovat s ornamentikou a věnoval se zařízení bytů a obchodních místností. V roce 1912 si otevřel na Velkém náměstí (pozdějším náměstí Svobody) v domě č. 16 vlastní architektonický a uměleckoprůmyslový ateliér Jizba a zhruba ve stejné době už byl v úzkém kontaktu s úředním družstvem.
Hrdlička se stal de facto hlavním projektantem družstevní kolonie. Na začátku 10. let 20. století realizoval celkem čtyři rodinné domy vilového charakteru v tehdejší Mrštíkově ulici, později přejmenované na Krondlovu. Společně s kolmou ulicí Foustkovou (původně Bezručovou) to bylo v letech 1912–1914 dohromady šest domů (adresy Krondlova 4, 14, 24, 26, 28 a Foustkova 4). A později Hrdlička v této části úřednické čtvrti realizoval ještě několik dalších domů. Mezi jeho klienty z řad družstva patřili pánové Štěpán, dr. Soukup, J. Grus, Slačík, Boháček, Opálka či paní Leciánová a další.

### Rodina Štěpánova a její dům
Zemský sekretář Jaroslav Štěpán (1871–1966) pocházel z Neplachovic u Opavy z rodiny lékaře a jeho choť Marie rozená Stracková (1878–1956) byla rodačka z vedlejších Brumovic. Společně měli dvě dcery: Vandu (1900–1986) a Marii (1903–1927). Po smrti mladší Marie si starší Vanda v roce 1928 vzala za manžela inženýra Přemysla Mášu (1895–1945), syna dlouholetého brněnského místostarosty Jana Máši (1867–1933).
Štěpánovi se stali členy družstva 9. září 1911 a při nákupu jedné ze stavebních parcel 15. května 1912 se smluvně zavázali postavit na ní rodinný dům nejpozději do konce ledna 1915. Díky péči pravnučky manželů Štěpánových se dochovala téměř kompletní smluvní a stavební dokumentace k vile. Plány obdrželi manželé od architekta Hrdličky v červenci 1912. Realizací stavby 4. října 1912 pověřili stavitele Antonína Müllera, který ji dokončil za osm měsíců 3. června 1913.

## Architektura

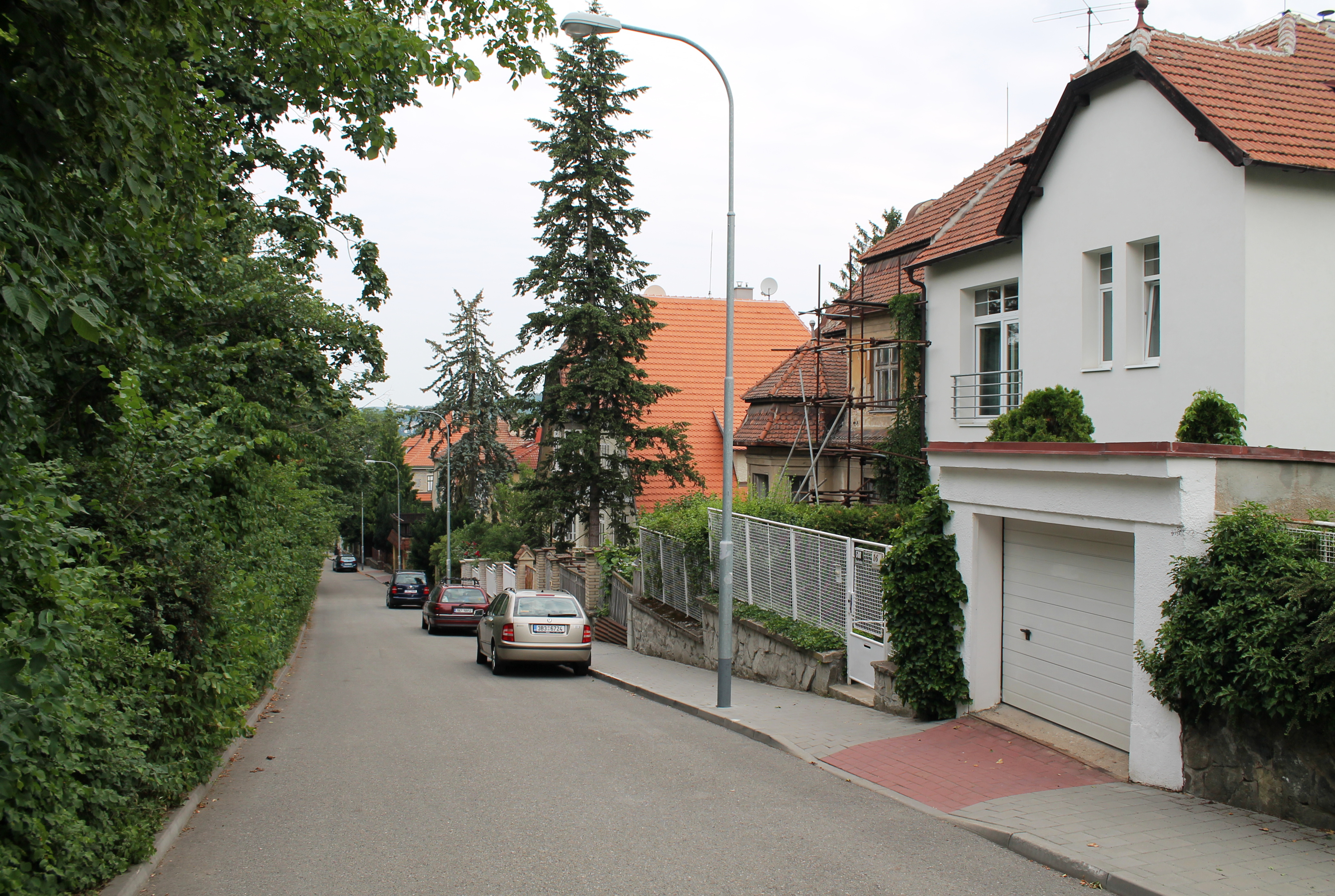
Průhled severozápadním úsekem Krondlovy ulice, na jejímž vzdáleném dolním konci se nachází Štěpánova vila

### Situace a dispozice
Volně stojící jednopatrová vila „vídeňského střihu“ se nachází na severozápadním konci Krondlovy ulice na hraně Wilsonova lesa a její hlavní uliční průčelí je orientováno jihozápadním směrem.
Stavba o půdorysu blížícím se čtverci je završená stanovou střechou s podkrovím a tradiční dispoziční řešení obou hlavních podlaží je prakticky identické. Je řešeno jako příčný dvoutrakt s hlavním vstupem v severozápadním bočním průčelí, křížově rozdělený na čtyři místnosti. Vytváří tak dva třípokojové byty. Plocha jihozápadního pokoje každého z nich je zmenšená o vloženou obdélníkovou síň, zatímco severozápadní segment zaplnila kuchyň se spíží a při obvodové zdi dvouramenné schodiště. Ke kuchyni přiléhá v severovýchodním segmentu pokojík pro služku a dále koupelna. Suterén domu vystupuje nad úroveň terénu a je obložený kamenem. V něm byla prádelna, sklad potravin a dále jednopokojový byt domovníka.
Ve zvýšeném přízemí jsou v hlavní hmotě domu na třech fasádách viditelných z ulice přidány ještě malé přístavky. Ze severozápadní strany je to vyvýšené schodiště hlavního vstupu do budovy. Na protější jihovýchodní straně se v pravé ose nachází drobný rizalit rozšiřující v obou obytných podlažích prostor severovýchodního pokoje a osazený úzkými obdélnými okny. A konečně hlavní uliční průčelí předchází otevřená veranda vyvedená z bílého režného zdiva zaklenutá valenými oblouky. Pokoj v patře měl mít navíc podle původního záměru vnitřní verandu, v podstatě lodžii.

### Fasáda a střecha

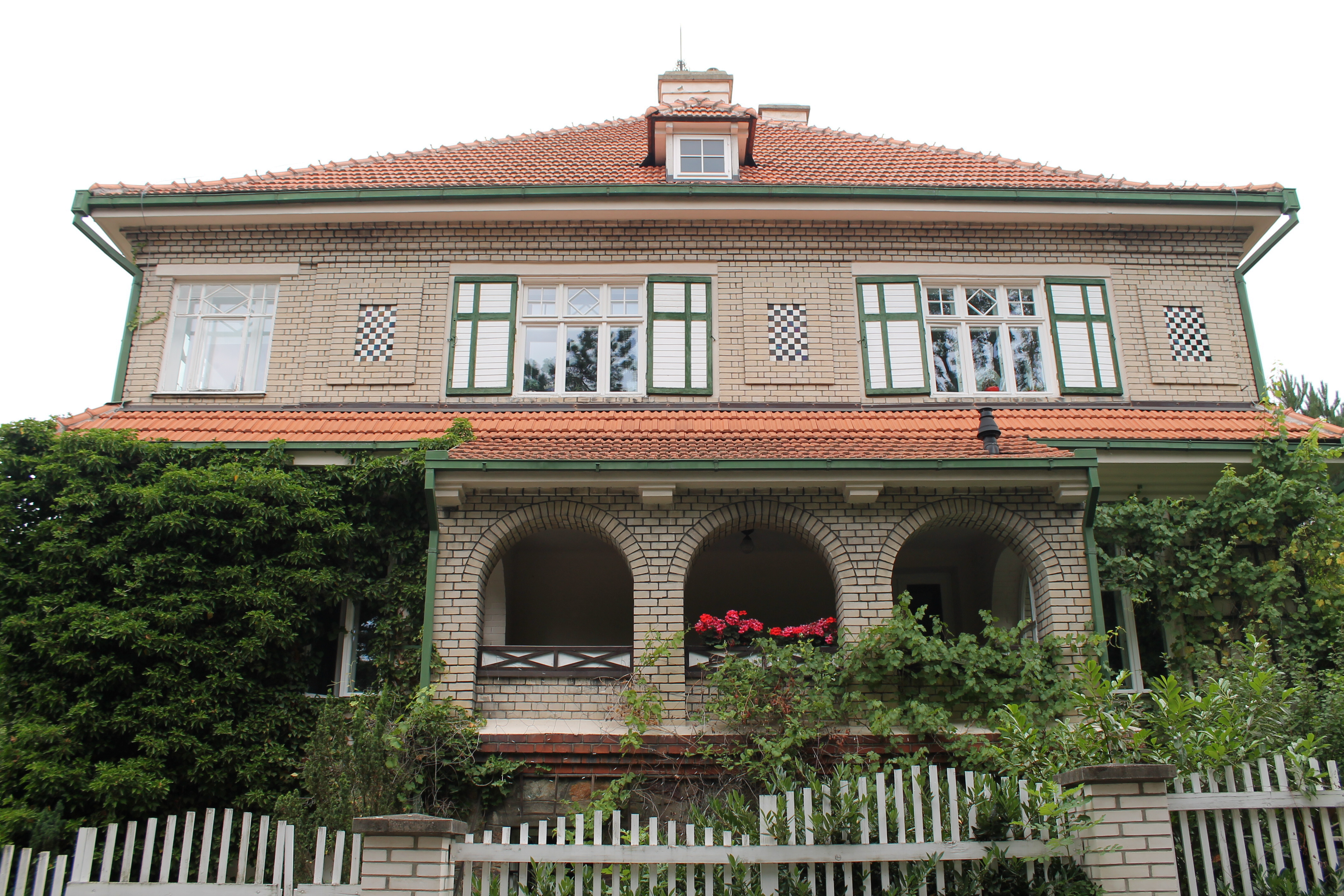
Čelní pohled na uliční fasádu

Z bílých režných cihel je kromě verandy vyhotovena také fasáda horního patra, mezi okny a u nároží doplněná odstupňovanými rámy tvořícími jakési jednoduché šambrány, jejichž vnitřní pole vyplnil šachovnicový keramický obklad. Jednotlivá podlaží jsou důrazně oddělená výraznou profilovanou římsou s taškami. A oproti bílé cihle v patře je přízemí hladce omítnuto s obdélnými rastry treláží – dřevěných mřížových konstrukcí pro popínavé rostliny. Také okenní otvory obou pater jsou – navzdory identickému půdorysu – pojednány zcela odlišně. Výrazný výtvarný motiv patra představují třídílná okna s geometrickým členěním ventilačních křídel, osazená dřevěnými žaluziovými okenicemi.
Stanová střecha, pokrytá tvrdou pálenou krytinou a doplněná na vrcholu vysokým dekorativním hromosvodem, byla z každé strany v ose opatřena jedním drobným vikýřem. Podkroví ovšem zůstávalo původně nevyužité, což se změnilo až na podzim 1939, kdy do něj byla vestavěna sušárna a komora, jež na čelní straně domu vystupovala ze střešní roviny mohutným vikýřem. Při pozdější rekonstrukci byl tento odstraněn a střecha navrácena do původní podoby.

### Materiál, vybavení a inspirace
Ze stavebnětechnického hlediska je zajímavé použití korku, který se objevuje ve všech nabídkových rozpočtech pro stavbu vily. Technologie využívající korek je známá z vlastní vily architekta Dušana Jurkoviče, pro nějž Hrdlička předtím pracoval, skutečné použití při realizaci Štěpánovy vily však nelze potvrdit. Není rovněž známo původní vnitřní vybavení domu, protože však většina Hrdličkových klientů požadovala i řešení interiérů včetně zajištění dodávek nábytku a bytových doplňků a jeho ateliér Jizba byl k tomu zařízen, lze předpokládat rovněž jeho autorství.
Dům byl obehnán oplocením z bíle natřených dřevěných latí vyplňujících prostor mezi pilířky z bílých režných cihel. Identický bílý cihlový obklad jako u vily pro manžele Štěpánovy použil Hrdlička na dvojdomku stavitele Jana Janáče v Holešově, zbudovaném ve stejném období let 1912–1913. Podobný typ fasády uplatnil také architekt Leopold Bauer na brněnské vile pro Hugo Hechta (Hlinky 58/142b, 1909–1911) a předtím i na svém vlastním domě ve Vídni (1907), obdobně se objevuje také na o něco starší brněnské stavbě Okresní nemocenské pokladny od architekta Huberta Gessnera (Milady Horákové 232/24 a 26, 1903–1904).

## Další vývoj

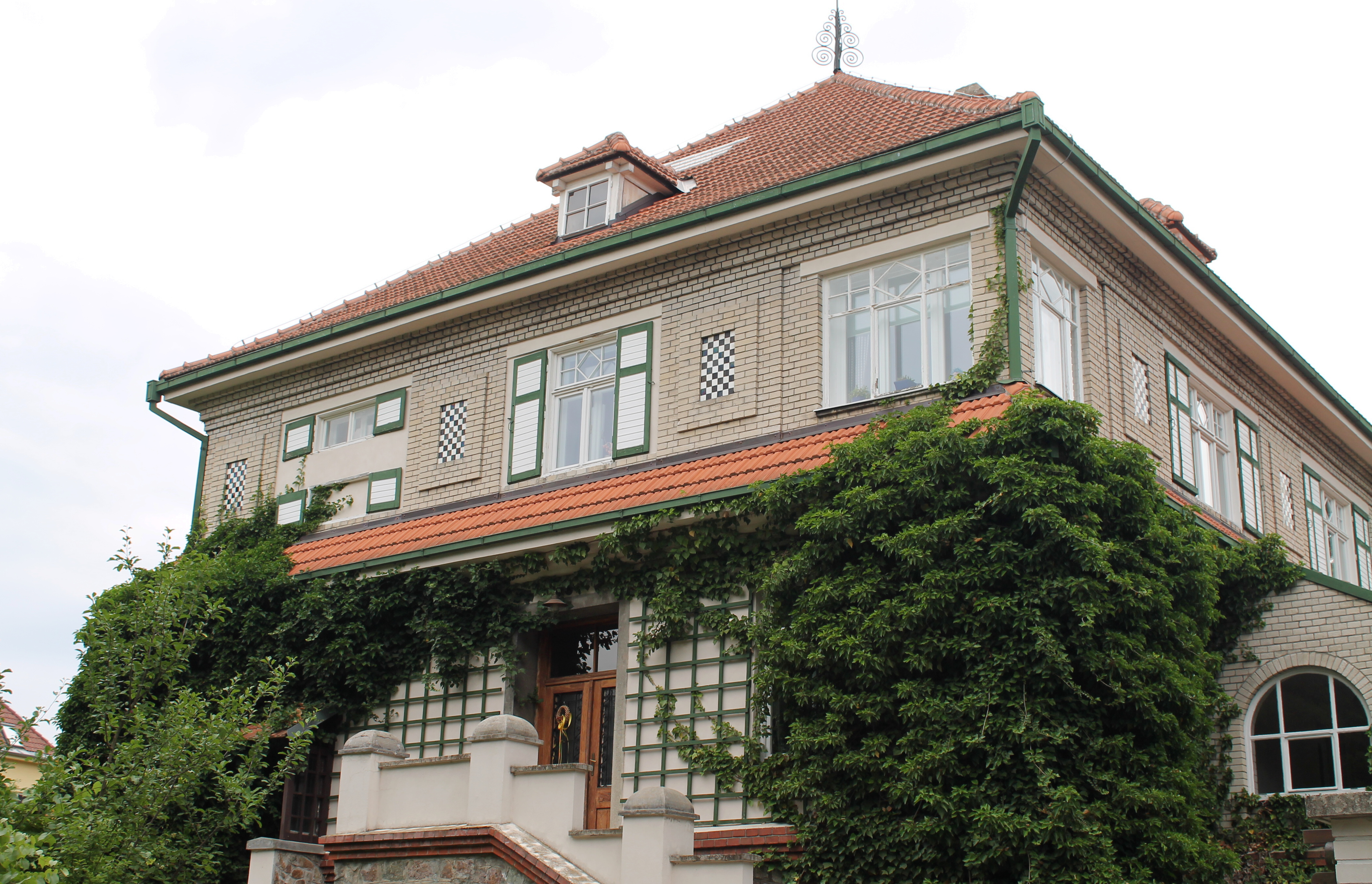
Boční severozápadní průčelí s hlavním vstupem po rekonstrukci (stav k roku 2018)

Manželé Štěpánovi bydleli v přízemí domu a byt v patře zprvu pronajímali. Po sňatku dcery Vandy v roce 1928 se však do patra nastěhovali mladí manželé. Ti do bytu mimo jiné přenesli z bytu Mášových na Jaselské ulici část zařízení pánského pokoje, které navrhl pro místostarostu Jana Mášu architekt Jaroslav Grunt a vyrobily je Spojené uměleckoprůmyslové závody (UP). Vybavení zde zůstalo spolu s potomky Štěpánových až do roku 2007, kdy byl dům prodán. Noví majitelé vily realizovali citlivou rekonstrukci domu, který byl kompletně zmodernizován a téměř úplně se změnila vnitřní dispozice, všechna průčelí včetně oplocení však zůstala pietně zachována.
Vila, zejména se svým průčelím, byla patrně v lednu 1988 prohlášena za kulturní památku a evidována v Ústředním seznamu nemovitých kulturních památek pod rejstříkovým číslem 48449/7-7765. Památkový ústav ji tehdy zhodnotil jako „významné dílo moderny pozoruhodné různými formami obložení stěn“, současně však upozornil na „nevhodný novodobý "vikýř" zřízený nad uličním průčelím“. V prosinci 2020 ministerstvo kultury na základě rozhodnutí Nejvyššího správního soudu zrušilo u více než 1 400 dosud chráněných staveb v Brně památkovou ochranu z důvodu „pozdního zápisu“ do seznamu a mezi takto postiženými se ocitla i Štěpánova vila. Na přelomu let 2022 a 2023 pak stanovilo alespoň plošnou památkovou ochranu vyhlášením městské památkové zóny Brno, která zahrnula oblast Žabovřesk a s ní také vilu.